# Arthur Bertinchamps
Arthur Bertinchamps (Wanfercée-Baulet, 6 december 1893 - 4 mei 1970) was een Belgisch syndicalist.

## Levensloop
Arthur Bertinchamps was de oudste van zeven kinderen in het gezin van Oscar Bertinchamps en Marie-Josèphe Wathelet. Als elfjarige begon hij als helper-ketelmaker, teneinde zijn weduwe geworden moeder bij te staan.
In 1914 opgeroepen voor het leger, werd hij tijdens de Eerste Wereldoorlog krijgsgevangen genomen. Na de wapenstilstand nam hij het ketelmakersberoep terug op. Van 1922 tot 1925 studeerde hij voor maatschappelijk assistent aan de sociale hogeschool in Heverlee. 
Vanaf 1920 tot in 1926 speelde hij een stijgende rol in de Waalse vleugel van de Centrale der Christene Metaalbewerkers van België (CCMB). Hij was propagandist voor de regio's Charleroi, Centrum, Borinage, Doornik, Namen, Ciney, Walcourt en Luxemburg. Als vlot tweetalige speelde hij op bijeenkomsten en congressen van de vakcentrale vaak de rol van tolk-vertaler.
In 1927 werd hij verkozen tot algemeen secretaris van de CCMB. In 1937 werd hij er tot voorzitter van verkozen en vervulde deze functie tot in 1959.
Vanaf 1945 was hij bestuurslid van het ACV. In die functie trad hij op als vertegenwoordiger van het ACV in de Nationale Economische Conferentie, de Nationale Arbeidsconferentie, de Commissie voor Economische Coördinatie, de Algemeene Paritaire Raad, de Rijksdienst voor Maatschappelijke Zekerheid, het Steunfonds voor Werklozen, en het Nationaal Hulpfonds voor de Huishoudelijke Heruitrusting der werknemers.
Ook internationaal was hij actief. In 1937 werd hij verkozen tot voorzitter van de Internationale Bond van de Christelijke Metaalbewerkers.
Tijdens de Tweede Wereldoorlog was hij actief in het verzet. Na de bevrijding was hij een van de initiatiefnemers voor het oprichten van een travaillistische partij, de Union Démocratique Belge, die na korte tijd weer verdween.